# Ordre mevlevi
Pour les articles homonymes, voir Derviche (homonymie).
 (février 2010).
Si vous disposez d'ouvrages ou d'articles de référence ou si vous connaissez des sites web de qualité traitant du thème abordé ici, merci de compléter l'article en donnant les références utiles à sa vérifiabilité et en les liant à la section « Notes et références ».
L'ordre mevlevi ou Mawlawiyya (en turc : Mevlevilik ou Mevleviyye) est un ordre musulman soufi fondé au XIIIe siècle par Jalal al-Din Rumi à Konya dans le sultanat de Roum (dans l'actuelle Turquie). Ses membres sont souvent appelés « derviches tourneurs » en référence à leur danse appelée samā‘ (ou sema), dont les mouvements rappellent ceux d’une toupie.
En 2008, l'UNESCO a inscrit le « Le Sema, cérémonie Mevlevi » à la liste du patrimoine culturel immatériel mondial.
Parler d'une voie soufie demande quelques précautions de vocabulaire : les mots « confrérie » ou « ordre » proviennent du vocabulaire employé pour les ordres de moines chrétiens, or il n'y a pas de moines dans l'islam, pas plus qu'il n'y a de célibat institutionnalisé. Si l'on considère l'aspect d'une organisation qui s'est développée avec le temps, avec ses lieux d'implantation et ses rituels ou ses particularités concrètes, il redevient possible d'employer des termes qui décrivent des réalités matérielles de ce type, mais il faut veiller à ne pas perdre de vue que, jusqu'aux détails vestimentaires les plus infimes, les aspects concrets sont la traduction de notions directement inspirées de l'enseignement des maîtres soufis. Cet enseignement étant clairement différent de celui des moines chrétiens, ces précautions linguistiques sont nécessaires.
Le terme originel (en arabe) est tariqa, ce qui signifie exactement « voie » ou « chemin ». La voie Mevlevi situe les arts traditionnels comme des moyens au travers desquels les disciples progresseront afin de « raffiner » leur goût et leur personne, ce qui n'est pas une démarche courante, y compris au sein des autres voies soufies.
Si de nombreux membres de l’ordre servaient des positions officielles dans le califat, il est à noter qu'ils devaient choisir entre celles-ci et d'éventuelles responsabilités d'enseignement des disciples au sein des Mevlevi Hane, les lieux de réunions des derviches Mevlevis. On ne pouvait pas être à la fois haut fonctionnaire auprès du Sultan, et avoir un rôle important au sein des tekke Mevlevis.
C’est durant cette période que l’ordre produisit plusieurs poètes et musiciens renommés, comme Sheikh Ghalib, qui est considéré comme le deuxième Pir ou Sheykh de référence après Roumi, Ismail Ankaravi ou Abdullah Sari. La musique instrumentale et les chants jouent un rôle important dans le samâ', qui vient de l'arabe sama et signifie « l'écoute ». Des compositeurs comme Dede Efendi ont composé des ayin (les compositions de musique cérémoniale), qui sont encore jouées de nos jours lors des cérémonies.
L’ordre des Mevlevi partage des similitudes avec d’autres ordres soufis comme les Qadiri, (fondé en 1165), les Rifa’i (fondé en 1182), mais se distingue d'autres ordres moins liés à l'orthodoxie comme les Bektashis ou les Kalendris.
On trouvait également au XIXe siècle à Constantinople des derviches hurleurs mentionnés notamment par Xavier Marmier : « Y a-t-il dans les contrées du monde connu, si ce n'est parmi les fakirs de l'Inde, une institution plus absurde que celle des derviches hurleurs qui croient rendre hommage à la Divinité en poussant des cris sauvages, ou des derviches tourneurs, qui, pour imiter la rotation des astres, tournent sur eux-mêmes comme des toupies ? ».
L’ordre fut déclaré hors-la-loi en Turquie lors de la révolution (1925) et le Mevlevi Hane de Konya, où se trouve le tombeau de Djelal-Eddine Roumi, fut converti en musée par Kemal Atatürk. En 1950, le gouvernement turc légalisa l’ordre à nouveau et permit aux Derviches tourneurs de faire une représentation annuelle le 17 décembre, date anniversaire de la mort de Jalâl ud Dîn Rûmî. C'est ainsi que l’ordre existe toujours en Turquie, officiellement conduit aujourd’hui par le 20e arrière-petit-fils (22e génération) de Rûmî, Faruk Hemdem Celebi (Fârûq Hamdam Chalabî).
Par la suite, il y eut de nombreuses représentations des cérémonies de derviches tourneurs, depuis les premières tournées qui eurent lieu à Londres ou en 1972 aux États-Unis. Il y eut également une représentation pour le pape Jean-Paul II. En avril 2007, ils se produisirent aux États-Unis à guichets fermés dans les plus grandes villes du pays.
Une des particularités de l'organisation de cette voie Mevlevi est que traditionnellement il y avait non pas un, mais deux shayh, maîtres spirituels, dans les Mevlevi Hane : un qui s'occupait ouvertement de l'organisation du lieu et un autre qui éveillait les cœurs des disciples. Par adab (convenance et savoir-vivre traditionnel), la désignation du shayh visible était entérinée par le Celebi de Konya, c'est-à-dire le descendant le plus âgé de la famille de Djelal-Eddine Roumi résidant à Konya ; mais comme dans les autres tariqas soufis, la désignation du shayh capable d'éveiller les disciples se faisait par le précédent shayh capable de le faire.

## Historique

### Les débuts
L'ordre des Mevlevis a été fondé par Sultan Veled à la mort de son père Djelal-Eddine Roumi en 1273 ainsi que par Husammeddin Chelebi, qui inspira le Masnavi de Rumi. Sultan Veled, comme son père, est connu pour sa poésie dont les paroles sont souvent chantées lors de la cérémonie Sema. Avec Husameddin Chelebi, ils ont construit le musée Mevlâna (turc : Mevlânâ Müzesi), mausolée de Rumi situé à Konya, ville qui fait l'objet de pèlerinage pour de nombreux musulmans. Les successeurs de Rumi, incluant les deux constructeurs, ont également été enterrés là.
À la suite du mariage de Devlet Hatun, descendant de Sultan Veled, avec Bayezid I, l'ordre devint bien établit au sein de l'Empire Ottoman. Leur fils Mehmed I Celebi, sultan de 1413 à 1421, conféra de nombreux avantages à l'ordre Melvel, tout comme ses successeurs. Sous l'Empire Ottoman, l'ordre mevlevi s'est étendu aux Balkans, en Syrie, en Egypte, au Liban, en Palestine, et particulièrement à Jérusalem. Par exemple, l'écrivain bosnien Meša Selimović traite dans son livre Le Derviche et la mort de la vie d'un cheikh de l'ordre de Mevlevi à Sarajevo au XIXe siècle.

### Les Çelebis
Jusqu'à ce jour, l'héritage de l'ordre Mevlevi se fait au travers des générations des descendants mâles de Rumi. Le chef de l'ordre Mevlevi est nommé çelebi (chelebi), signifiant « homme de Dieu » ou « noble, courtois » selon l'historien Abdülbâki Gölpınarlı. Le çelebi actuel s'appelle Faruk Hemdem Çelebi, 22ème petit-fils de Mevlana (nom donné à Djelal-Eddine Roumi à la suite de l'écriture du Masnavie). Il est également président de la Fondation Internationale Mevlana, une fondation tournée vers la culture et l'éducation dirigée par sa sœur, Esin Çelebi Bayru qui en est vice-présidente. Les Cheiks capables d'enseigner les pratiques et la philosophie mevlevites sont désignés par le çelebi.

### Héritage artistique
Masnavi (en persan : مثنوی معنوی, en turc : Mesnevi) et Dîvân-e Shams-e Tabrîzî (en français : Les travaux de Shams de Tabriz, en persan : دیوان شمس تبریزی) de Rumi sont reconnus comme des chefs-d'œuvre de la littérature perse, et l'ordre Mevlevi est associé depuis des siècles aux beaux-arts en Turquie. Les commentaires sur le Masnavi de Rumi, notamment ceux d'Ismāʿil Rusūhī Ankarawi et d'Ismāʿil Ḥaqqı Burṣalı, sont considérés comme des poèmes à part entière. Şeyh Galip, décédé en 1799 et écrivain du livre Hüsn ü Aşk (en) est le poète de l'ordre Mevlevi le plus adulé après Rumi.
Un grand nombre de musiciens turcs les plus célèbres sont de l'ordre Mevleli, notamment sous l'Empire Ottaman où l'ordre Mevlevi produisait beaucoup de musique instrumentale et vocale. Mustafa Itri (1640-1712), un compositeur, musicien, chanteur et poète Turc-Ottoman, est considéré comme le maître de la musique classique turque. Ismail Dede (1778-1846) est un grand compositeur de musique classique turque et a écrit les musiques de cérémonie (ayins) utilisées durant la Sema.

### Le régiment mevlevi
Pendant la Première Guerre mondiale, le régiment mevlevi a servi en Syrie et en Palestine sous le commandement de la 4e Armée. Un bataillon de 800 derviches a été formé en décembre 1914 à Konya et envoyé à Damas. Un autre bataillon les a rejoint en août 1916, formant ainsi le régiment mevlevi. Cette unité n'a pas combattu jusqu'à la fin de la campagne de Palestine et a été renvoyée fin septembre 1918.

### 1925: le soufisme est banni de la république de Turquie
Le soufisme a été interdit par la loi en septembre 1925 par le président de la nouvelle république de Turquie, Ataturk. Ainsi, la loge derviche de Konya est devenue le Musée Mevlana. Bien que les loges soufistes aient dû fermer, les pratiques religieuses de l'ordre Mevlevi ont perduré en Turquie, mais de manière privative. Le soufisme est toujours officiellement illégal en Turquie, les cérémonies Sema sont donc souvent mises en avant comme des événements culturels et historiques, et non religieux. Il arrive donc que des personnes n'ayant aucun lien avec l'ordre Mevlevi se prennent pour des « derviches tourneurs » - souvent pour le divertissement de touristes.

### L'ordre mevleli à l'Ouest
Dans la deuxième moitié du XXe siècle, la présence de l'Ordre mevlevi s'est accrue à l'Ouest grâce notamment aux traductions de la poésie de Rumi (principalement par Coleman Barks (en)) et à l'influence du cheikh mevlevi Suleyman Hayati Loras (Suleyman Dede) lors de ses voyages aux Etats-Unis dans les années 1970.
C'est aussi à cette époque que les derviches mevlevi ont commencé à pratiquer la cérémonie Sema dans l'Ouest : en 1971 à Londres avec Kâni Karaca, en 1972 une tournée en Amérique du Nord a été organisée. Depuis les années 1980, les Helminskis (Kabir et Camille) ont présentés les principes et pratiques mevlevi à l'Ouest à travers des livres, des conférences, des séminaires, des retraites via leur organisation Threshold Society. Ils sont reconnus comme cheikhs par l'ordre mevlevi.

## Samâ'

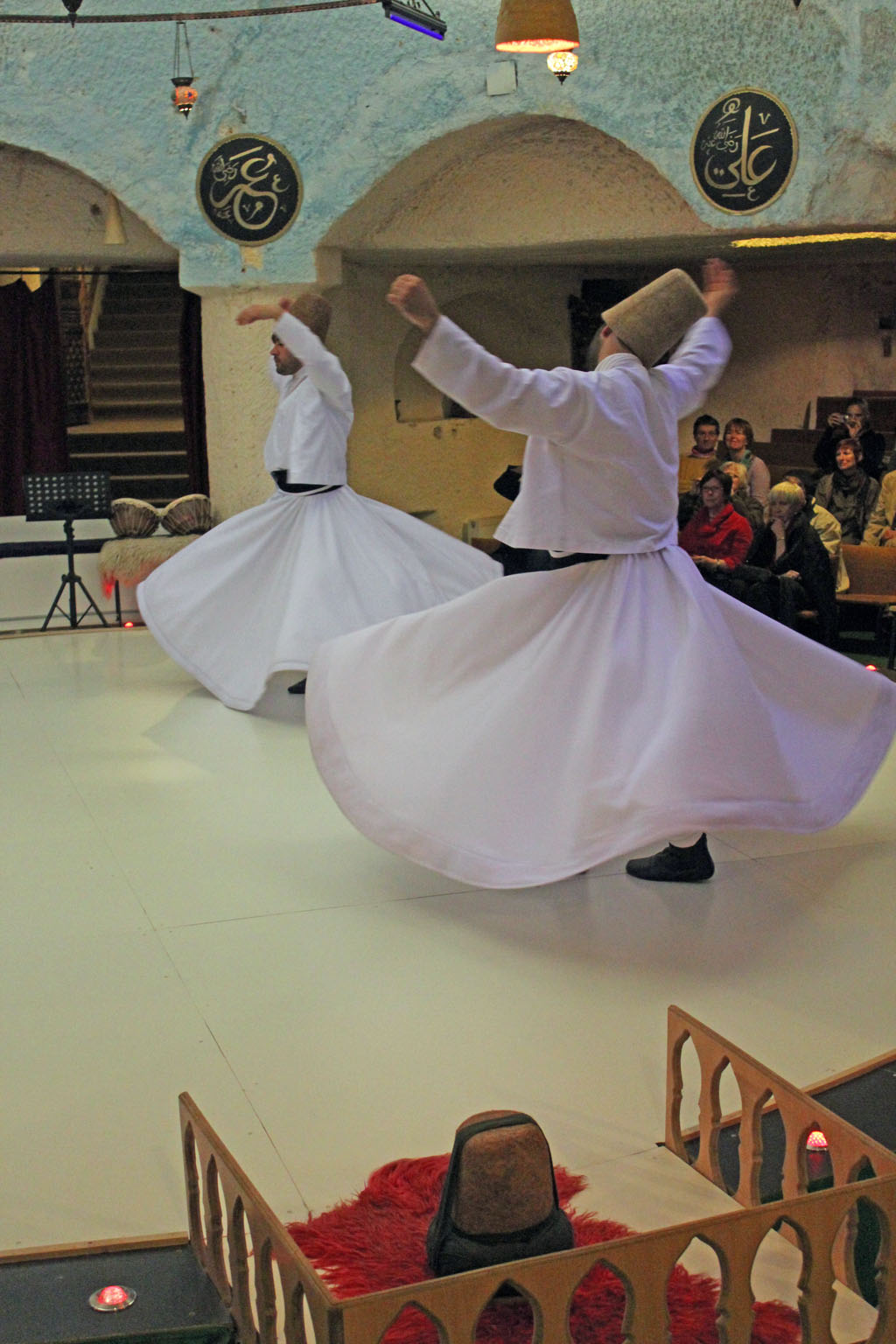
Samā‘, confrérie de Konya

Le danseur tourne d’abord lentement puis très rapidement, jusqu’à ce qu'il atteigne une forme de transe, durant laquelle il déploie les bras, la paume de la main droite dirigée vers le ciel dans le but de recueillir la grâce d’Allah, celle de la main gauche dirigée vers la terre pour l’y répandre. L’origine de cette manifestation reste inconnue.
Cependant, l'islam orthodoxe réfute catégoriquement ce type d'agissements, assimilés à des innovations religieuses.
En 2008, la cérémonie des derviches tourneurs a été inscrite au patrimoine culturel immatériel de l'humanité par l'UNESCO.

## Silsila de l'ordre mevlevi
L'ordre Mevlevi est caractérisé par une silsila ou chaîne initiatique de transmission spirituelle qui remonte jusqu'au prophète et à son cousin et gendre Ali. Au cours du temps, ces maîtres prestigieux ont revivifié le secret spirituel (sirr) afin que la silsila reste vivace et actuelle. Les deux premiers personnages de la chaîne initiatique Mevlevi sont Ahmed Mahmud Muhammed Mustafa (en turc) ou Mahomet et Ali ibn Abi Talib. Aujourd'hui, il n'y a plus de cheikh officiel dans l'ordre mevlevi.

### Au cinéma
- Le Derviche et la mort (1974).
- Dervis (2001).
- Jodhaa Akbar (2008). Lors de la cérémonie de mariage de l'empereur Akbar et de la princesse rajput Jodha Bai, un groupe de derviches effectue une danse mystique en hommage aux époux.
- La Promesse d'une vie (2014).